# Dacnusa arkadii
Dacnusa arkadii är en stekelart som beskrevs av Vladimir Ivanovich Tobias 1997. Dacnusa arkadii ingår i släktet Dacnusa och familjen bracksteklar. Inga underarter finns listade i Catalogue of Life.